# Fiskalna politika
V ekonomiji je fiskalna politika (ali proračunska politika) uporaba vladnih prihodkov (davkov) in izdatkov z namenom vplivati na državno gospodarstvo. Uporaba državnih izdatkov za vplivanje na makroekonomske spremenljivke se je razvila v odziv na veliko depresijo v 30. letih 20. stoletja, ko je predhoden laissez-faire pristop postal neuspešen. Fiskalna politika temelji na teorijah britanskega ekonomista Johna Maynarda Keynesa, čigar keynesianska ekonomija govori o tem, da vladne spremembe v ravni obdavčenja in trošenja lahko vplivajo na agregatno povpraševanje in raven ekonomske aktivnosti. Fiskalna in monetarna politika sta ključni strategiji državne vlade in centralne banke pri doseganju ekonomskih ciljev. Kombinacija teh politik omogoča oblastem ciljanje inflacije (»zdrava« raven inflacije velja med 2 % in 3 %) in povečevanje zaposlenosti. Poleg tega je oblikovana za poskušati obdržati gospodarsko rast med 2 % in 3 % ter stopnjo brezposelnosti med 4 % in 5 %. To implicira, da se fiskalna politika uporablja za stabiliziranje ekonomije med poslovnim ciklom.
Spremembe v ravni in sestavi obdavčenja in vladnega trošenja lahko vplivajo na makroekonomske spremenljivke, kot so:
- agregatno povpraševanje
- varčevanje in investicije
- porazdelitev dohodka
- razporejanje surovin

Fiskalna politika se loči od monetarne v tem, da se ukvarja z obdavčitvijo in vladnim trošenjem ter jo pogosto upravlja vladno telo, medtem ko se monetarna politika ukvarja s ponudbo denarja in obrestnimi merami ter jo pogosto upravlja državna centralna banka. Obe politiki vplivata na gospodarsko stanje v državi.

## Monetarna ali fiskalna politika?
Od 70. let 20. stoletja je jasno, da ima monetarna politika prednost pred fiskalno, saj zmanjšuje politični vpliv, glede na to, da jo vodi centralna banka (politiki bi lahko zmanjšali obrestne mere, da bi ekonomija rasla pred volitvami). Poleg tega ima fiskalna politika lahko učinke na ponudbeno stran ekonomije, saj so vlade lahko zadržane pri zviševanju davkov in zmanjševanju porabe za zniževanje inflacije. Monetarna politika deluje hitreje, saj je obrestne mere možno spremeniti vsak mesec, odločitev za državno trošenje pa lahko terja čas za odločitev, na katerem področju bo denar porabljen.
Velika recesija 2008 je pokazala, da ima tudi monetarna politika svoje omejitve. Ko zniževanje obrestnih mer ne zadostuje za spodbujanje ekonomije, saj banke nočejo posojati denarja, potrošniki pa nočejo zvišati trošenja zaradi negativnih pričakovanj, se centralne banke znajdejo v likvidnostni pasti. V takem primeru je za povečevanje povpraševanja odgovorna vlada s svojimi trošenjem, ki lahko povleče ekonomijo iz recesije. Ko nastopi globoka recesija, ne zadostuje zanašanje na monetarno politiko, da bo gospodarstvo vrnila nazaj v ravnotežje. Obe politiki sta različni, zato se je v ZDA uveljavilo kombiniranje obeh politik za reševanje ekonomskih težav. Običajno ima monetarna politika več kratkoročnih učinkov, fiskalna pa dolgoročne.